# Kitamat
Kitamat (Kitamaat), pleme Bella Bella Indijanaca s Douglas Channela na kanadskom toku Vancouver. Kitamati pripadaju užoj grupi Haisla i jezično porodici Wakashan. Sami sebe Kitamati zovu Haisla, a današnje pleme nastalo je miješanjem Kitamata i Kitlope plemena. rana populacija iznosila je možda oko 1,000 i za Kitamate i za Kitlope, ali su ih uništile razne bolesti. Broj Kitamata 1918. sveden je na manje od 300. uključujući Kitlope, da bi se počeo povećavati u drugoj polovici 20. stoljeća: 1,100 (1986); 1,364 (1996). 
Socijalni sistem Kitamata i Kitlopa temelji se na matrilinearnom klanu, a poznato ih je 8: Orao (Eagle), Dabar (Beaver), Gavran (Raven), Vrana (Crow), Kit-ubojica (Killer Whale), Losos (Salmon), Vuk (Wolf) i Žaba (Frog). Svaki se sastoji od većeg ili manjeg broja obitelji koje žive u jednoj ili više komunalnih kuća do 30 pojedinaca. Dva od ovih klanova su nestali to su Žaba i Vuk.

## Rezervati
Kitamati danas žive na 19 malenih rezervi, to su: 
- Bees Indian Reserve 6
- Crab River (Crab Harbour) Indian Reserve 18
- Gander Island Indian Reserve 14
- Giltoyees Indian Reserve 13
- Henderson's Ranch Indian Reserve 11
- Ja We Yah's Indian Reserve 99
- Jugwees (Minette Bay) Indian Reserve 5
- Kemano 1Indian Reserve 7
- Kildala River (Thala) Indian Reserve 10
- Kitamaat Indian Reserve 1
- Kitamaat Indian Reserve 2
- Kitasa Indian Reserve 7
- Kitlope Indian Reserve 16
- Kuaste (Mud Bay) (Kildala Arm) Indian Reserve 8
- Misgatlee Indian Reserve 14
- Tahla (Kildala) Indian Reserve 4
- Tosehka (Eagle Bay) Indian Reserve 12
- Walth Indian Reserve 3
- Wekellals 15

## Vanjske poveznice
- Kitamaat  Arhivirana inačica izvorne stranice od 5. svibnja 2006. (Wayback Machine)
- Slike  Arhivirana inačica izvorne stranice od 5. ožujka 2016. (Wayback Machine)